# 坎布尔扎诺
坎布尔扎诺（義大利語：Camburzano），是意大利比耶拉省的一个市镇。总面积3平方公里，人口1251人，人口密度417.0人/平方公里（2009年）。ISTAT代码为096010。